# Jean Delvert
Pour les articles homonymes, voir Delvert.
Jean Delvert, né le 19 mai 1921 à Vincennes et mort le 24 juin 2005 à Paris, est un géographe français, à la fois physique, démographe et ethnographe, spécialiste de l'Asie du Sud-Est.
Fils de Charles Delvert, il est ancien élève de l'École normale supérieure (promotion 1942) et agrégé de géographie (1945).

## Distinctions
- Officier de la Légion d'honneur
- Croix de guerre 1939-1945
- Médaille des Évadés